# Microiulus rebeli
Microiulus rebeli är en mångfotingart som först beskrevs av Carl Graf Attems 1904.  Microiulus rebeli ingår i släktet Microiulus och familjen kejsardubbelfotingar. Inga underarter finns listade i Catalogue of Life.